# Francesca Tosto
Francesca Tosto (Catania, 7 ottobre 1983) è una calciatrice italiana, di ruolo centrocampista.

## Carriera
Nella stagione [[Serie A 2001-2002 (calcio femminile)|2001-2002]] giocò con il Gravina Calcio in Serie A.
Nella stagione 2002-2003 milita nella Barcellonese Peloro Plast (girone B della Serie C siciliana).
La stagione successiva 2003-2004 gioca con la Paladina Orlandia 97 in Serie C per trasferirsi nel corso della stagione alla formazione acese del S.Emidio in Serie C regionale siciliana.
Nella stagione 2005-2006 sempre con il S.Emidio ottiene la promozione in Serie B nazionale. Milita ancora nel S.Emidio nella stagione 2006-2007 per trasferirsi nella stagione successiva nell'Acese.